# Konstancja Bielska

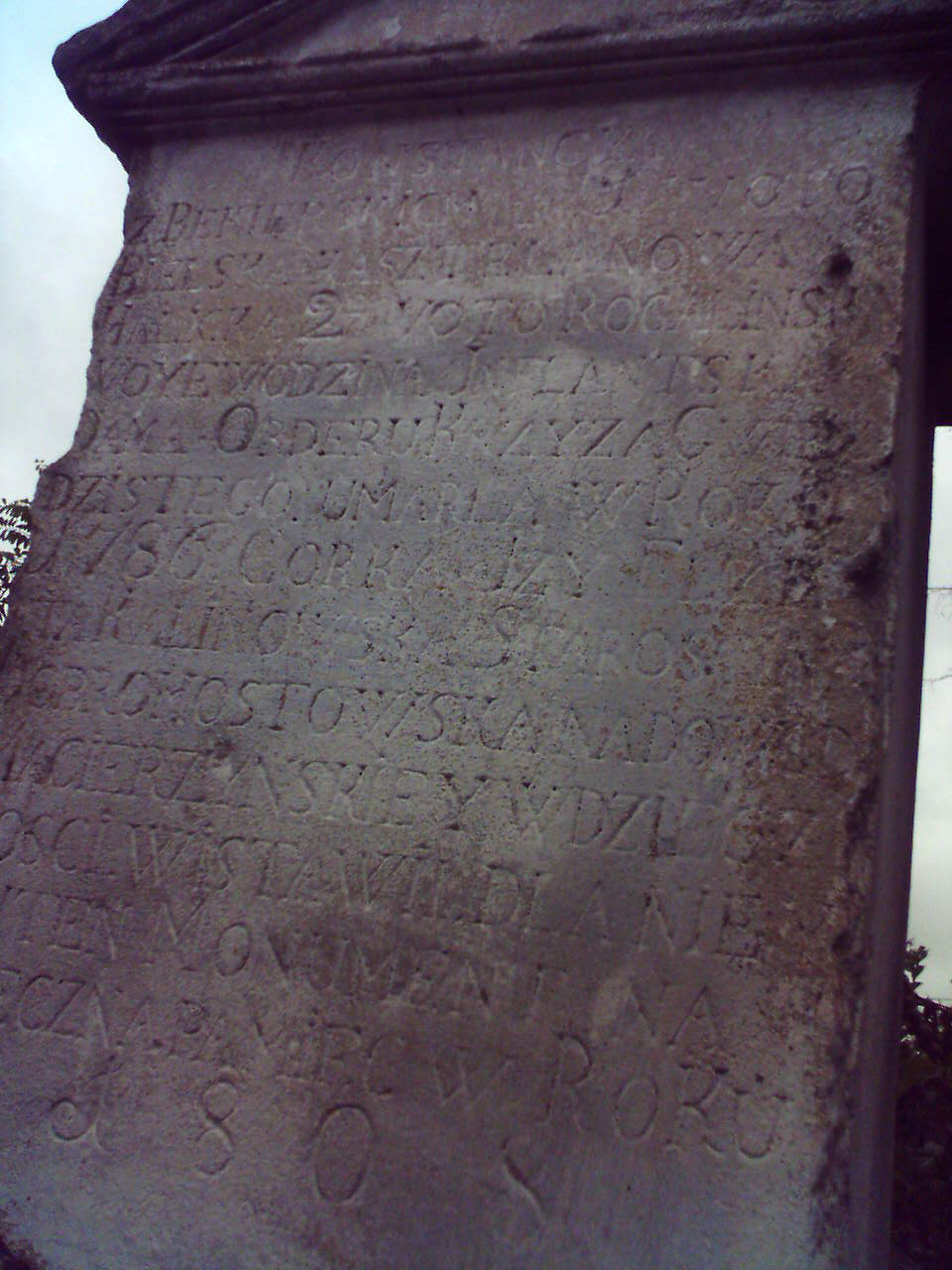
Nagrobek Konstancj Bielskiej na cmentarzu w Bielawińcach

Konstancja z Bekierskich Bielska (zm. 17 sierpnia 1787 we Lwowie) – polska szlachcianka, kasztelanowa halicka, córka stolnika dźwinogrodzkiego i starosty ostrowieckiego Franciszka Kosiorka-Bekierskiego i łowczanki buskiej Teresy z Komorowskich. 

## Życiorys
Pochodziła z rodu Bekierskich herbu Jastrzębiec, a jej dziadkiem był nobilitowany w 1726 oboźny koronny tureckiego pochodzenia Antoni Bekierski. W 1754 wyszła za mąż za starostę rabsztyńskiego i chorążego lwowskiego Józefa z Olbrachcic Bielskiego, który od 1771 pełnił urząd kasztelana halickiego. Z tego małżeństwa pochodziło pięć córek: 
- Elżbieta, żona hrabiego Seweryna Ksawerego Kalinowskiego,
- Teresa, żona hrabiego Jana Skarbka,
- Magdalena, żona hrabiego Ignacego Adama Krasińskiego, deputata Stanów Galicyjskich,
- Anna, żona Dulskiego,
- Marcelina, żona kuchmistrza wielkiego koronnego Leonarda Worcella.

W 1768 Konstancja i jej mąż otrzymali pozwolenie zamiany starostwa rabsztyńskiego na rohatyńskie. W 1774 została wdową. W 1781 została damą Orderu Gwiaździstego Krzyża, najwyższego orderu kobiecego Austrii, nadawanego kobietom wysokiego urodzenia. Uchodziła za osobę wyjątkowo zamożną. 5 października 1783 w Horożanach koło Lwowa wyszła ponownie za mąż za wojewodę inflanckiego Kaspra Rogalińskiego herbu Łodzia. Zmarła 17 sierpnia 1787 we Lwowie. Pochowana na cmentarzu we wsi Bielawińce. Wykonany w 1808 okazały nagrobek Konstancji Bielskiej przypisywany jest austriackiemu rzeźbiarzowi Hartmanowi Witwerowi i uznaje się go za jedyne na cmentarzu w Bielawińcach dzieło na wysokim poziomie artystycznym.